# 蒙克雷克峰
46°24′00″N 9°01′08″E / 46.40000°N 9.01889°E
蒙克雷克峰（Pizzo Muncréch），是瑞士的山峰，位於該國南部，由提契諾州負責管轄，屬於勒蓬廷阿爾卑斯山脈的一部分，海拔高度2,252米，每年平均降雨量1,851毫米。

## 外部連結
- Pizzo Muncréch on Hikr （页面存档备份，存于）